# Нарма (Владимирская область)
Нарма — опустевшее село в Гусь-Хрустальном районе Владимирской области России. Входит в состав Демидовского сельского поселения.

## География
Село расположено в 31 км на юг от Гусь-Хрустального.

## История

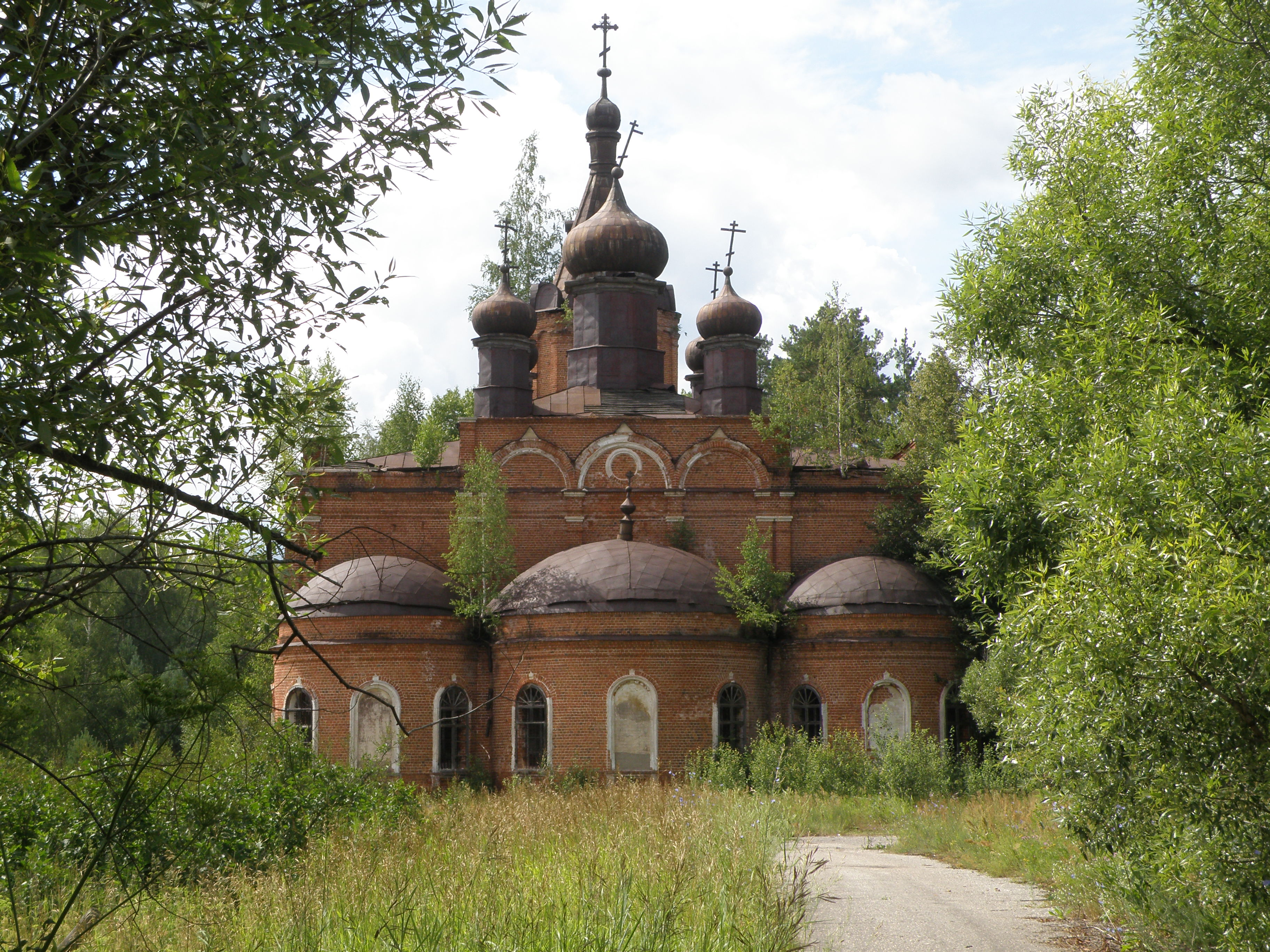
Церковь Воздвижения Креста Господня в Нарме

Погост Нарма с церквями Николы Чудотворца и Страстотерпца Георгия впервые упоминается в списке с писцовых книг Василия Крапоткина в 1637 году. Никольский храм в Нарме был построен в 1600 году. В 1880−1888 годах вместо сгоревшей деревянной Никольской церкви в Нарме была построена новая каменная с приделами в честь Воздвижения Креста Господня и Святого Николая.
Церковь была закрыта в 1941 году, в связи с арестом и осуждением за «неуплату государственного налога» её настоятеля, митрофорного протоиерей Петра Чельцова. Открыта в 1955-м, но в 1961 году закрыта вновь.

### Административно-территориальная принадлежность
В 1905 году село входило в состав Бутыльской волости Касимовского уезда и имело восемь дворов при численности населения 45 человек.
В 1926 году с образованием Гусевского уезда Владимирской губернии вошло в его состав.

## Население
| 1859 | 1905 | 1926 | 2002 | 2010 | 2021 |
| ---- | ---- | ---- | ---- | ---- | ---- |
| 31   | ↗45  | ↗46  | ↘0   | →0   | →0   |

## Инфраструктура
Церковь Воздвижения Честного Креста Господня.
Село обслуживает сельское отделение почтовой связи Демидово (индекс 601532).

## Транспорт
Просёлочные дороги. 